# King Records (Japan)

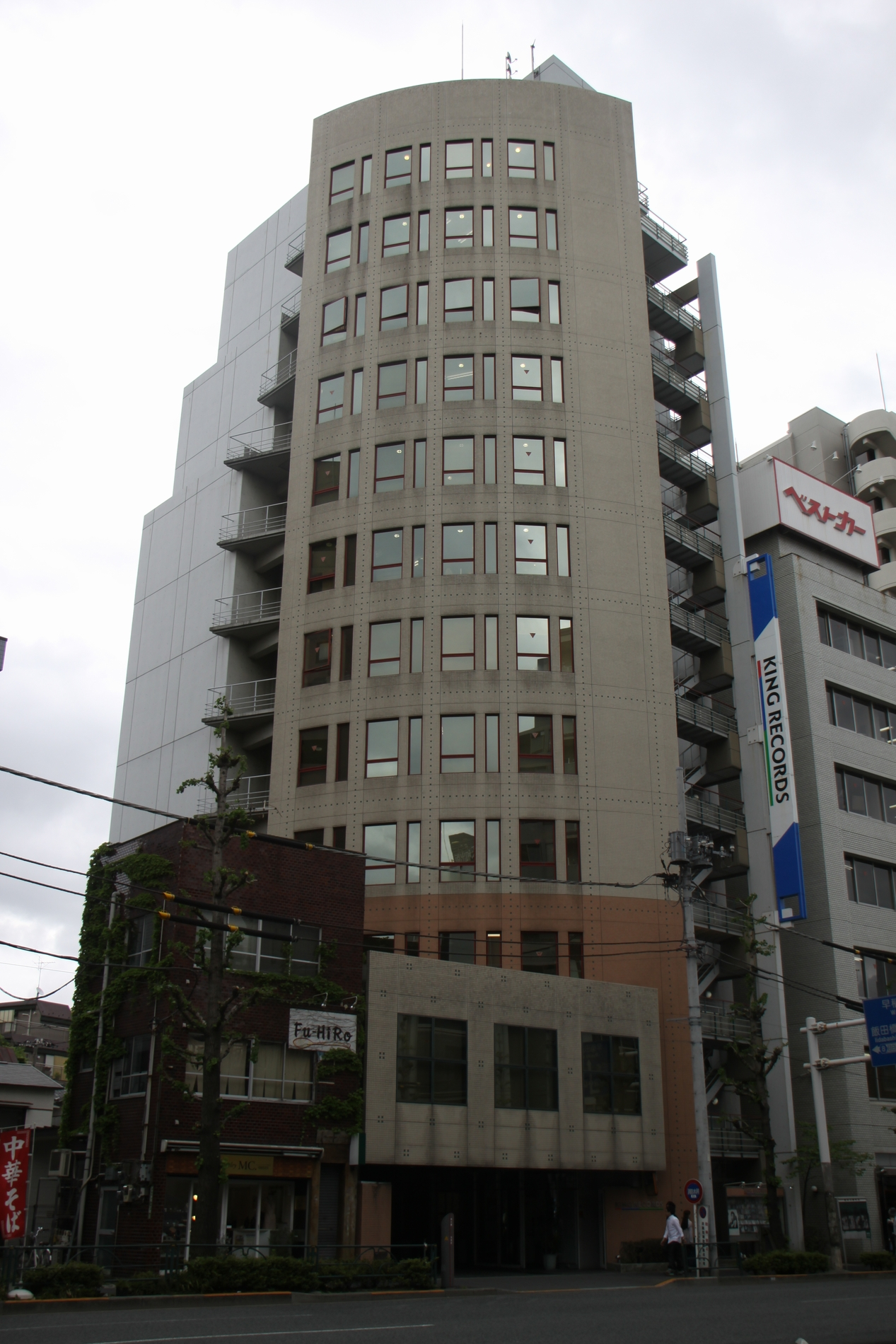
Hoofdkantoor van King Records

King Record Co., Ltd. (キングレコード株式会社, Kingu Rekōdo Kabushiki gaisha), handelend onder de naam King Records, is een Japans platenlabel opgericht in januari 1931 als onderdeel van de Japanse uitgever Kodansha. In 1946 werd het een zelfstandige entiteit onder de naam King Onkyo Co., Ltd., en in 1951 veranderde de naam in King Record Co., Ltd. Tegenwoordig is King Records een van de grootste platenlabels in Japan die geen eigendom is van een multinationale onderneming. Het hoofdkantoor is in Bunkyō, Tokio.

## Sublabels
Het Starchild-label, beheerd door animatieproducent Toshimichi Ōtsuki, is gespecialiseerd in anime-muziek en -film.
King Records distribueert ook de labels Piccolo Town en Rice Music van Up-Front Works, en bracht computerspellen uit voor de PC-88-, Famicom- en MSX2- computers. Op 1 februari 2016 heeft King Records Starchild geherstructureerd en omgedoopt tot King Amusement Creative.
Paddle Wheel Records is een divisie van King Record Co.
You! Be cool is het officiële sublabel voor AKB48.
Venus-B is de officiële afdruk van urban muziek van het bedrijf.
Evil Line Records is de nieuwste divisie van het label, opgericht in april 2014, en bestaat onder andere uit artiesten als Momoiro Clover Z en Meg.
Nexus is de divisie van het label dat gespecialiseerd is in metal/undergroundmuziek uit Japan, maar ook uit andere landen.
Seven Seas is de divisie van het label dat zich richt op muziek van artiesten buiten Japan.
King Custom was een speciale divisie van King Records in Japan die begon in de vroege jaren 1960. Het stelde individuen in staat om hun eigen werken uit te brengen zonder inmenging of promotionele ondersteuning van het label. King Records leverde enkel de branding en distributie, waardoor makers volledige controle over hun inhoud hadden. Dit unieke systeem ondersteunde onafhankelijke en regionale artiesten, en beschermde hun artistieke vrijheid terwijl ze konden profiteren van de gevestigde reputatie en infrastructuur van King Records.
De divisie gebruikte drie matrixnummers:
- NCS (7-inch platen),
- NDS (33⅓ RPM EP's),
- NAS (LP's).

Het label werd stopgezet in de late jaren tachtig.

## Artiesten
- GFriend
- B.A.P
- Bolbbalgan4
- Stomu Yamashta
- Matenrou Opera
- Inoran
- Kana Uemura
- Nogod
- Takeshi Terauchi
- Miho Nakayama
- Hiroko Moriguchi
- AKB48 (You, Be Cool!)
- Morning Musume
- Tomomi Itano
- Atsuko Maeda
- Momoland
- Miss Monochrome
- Aice5 (Evil Line)
- Earphones (Evil Line)
- Hypnosis Mic (Evil Line)
- Otsuki Miyako
- Momoiro Clover Z (Evil Line, voormalig Starchild)
- Meg (Evil Line)
- Lynch.
- Theatre Brook
- Haruka Fukuhara
- Sawa (Bellwood)
- Park Junyoung
- Hiroki Nanami
- Jan Linton (als dr jan guru) "Planet Japan"
- Rock A Japonica (Evil Line)
- Senri Kawaguchi
- Block B
- Nana Mizuki
- Mamoru Miyano
- Suneohair (King Amusement Creative)
- Ryoko Shiraishi (King Amusement Creative)
- angela (King Amusement Creative)
- Ai Nonaka (King Amusement Creative)
- Yoko Takahashi (King Amusement Creative)
- Soichiro Hoshi (King Amusement Creative)
- Sumire Uesaka (King Amusement Creative)
- Inori Minase (King Amusement Creative)
- Shouta Aoi (King Amusement Creative)
- Yui Ogura (King Amusement Creative)
- Satomi Sato (King Amusement Creative)
- Yuuma Uchida (King Amusement Creative)
- Yui Horie (King Amusement Creative)
- Niji no Conquistador (King Amusement Creative)
- B2takes! (King Amusement Creative)
- AMATSUKI

## Voormalige artiesten
- Alice Nine (2005-2010; naar Tokuma Japan Communications )
- CHAGE and ASKA (1985-1999; naarToshiba EMI )
- Eri Kitamura (2011-2016; naar TMS Music)
- Kagrra,
- Masumi Asano
- Mikako Komatsu (2012-2016; naar Toy's Factory )
- Megumi Hayashibara (1991-2019; freelance)
- Masami Okui (1993-2004; naar Geneon tot 2011 toen ze tekende bij Lantis )
- Azusa Michiyo
- Minori Chihara (2004)
- Neko Jump (2006-2011; voormalig overzeese partner van Kamikaze )
- Sound Horizon naar Pony Canyon
- the pillows (1994-2006; naar avex trax )
- the GazettE (2005-2010; naar Sony Music Japan )
- TWO-MIX (1995-1998; naar Warner Music Japan)
- YuiKaori
- Yui Sakakibara naar 5pb. Records
- Yukari Tamura
- Yuko Ogura